# Friedrich zu Eulenburg
Friedrich Albert zu Eulenburg, född 29 juni 1815 i Königsberg (nuvarande Kaliningrad), död 2 juni 1881 i Berlin, var en tysk greve och preussisk statsman. Han var farbror till Philipp av Eulenburg.

## Biografi
Eulenburg ägnade sig sedan 1849 åt statstjänsten, reste 1859 som sändebud i Kina, Japan och Siam samt slöt 1861 ett vänskaps- och handelsfördrag med Japan och Kina. Den 8 december 1862 inträdde han som inrikesminister i Bismarcks kabinett och blev ett kraftigt stöd för Bismarck under striden med lantdagens deputeradekammare.
Efter annekteringen av Schleswig-Holstein, Hannover, Hessen och hertigdömet Nassau (1866) ägnade sig Eulenburg åt deras införlivande i det preussiska förvaltningssystemet och drevs så till att även i de äldre preussiska provinserna genomföra en förvaltningsreform, som skulle ge självstyrelse större utrymme. Detta skedde genom lagen om kretsindelningen av den 13 december 1872 och provinslagen av den 29 juni 1875, båda gällande de östra provinserna. Då Bismarck vägrade att medverka till att införa dessa lagar även i de västliga provinserna, begärde Eulenburg att entledigas, vilket beviljades den 30 mars 1878.
Genom den förtroliga ställning Eulenburg intog till Bismarck kom han att spela en viss roll även i utrikespolitiken, till exempel 1870 i juli som kung Vilhelms följeslagare i Ems. En samling av sina tal utgav han under titeln Zehn Jahre innerer Politik 1862–72 (1872).